# Alfred Kowalski
Alfred Jan Maksymilian Kowalski, noto anche come Alfred Wierusz-Kowalski (Suwałki, 11 ottobre 1849 – Monaco di Baviera, 16 febbraio 1915), è stato un pittore polacco rappresentante di spicco della Scuola di Monaco.

## Biografia
Alfred Kowalski era il primo figlio del secondo matrimonio del notaio Teofil Kowalski della casa Wieruszowa  e di Teofilia Siewierska.
A Suwałki, i Kowalski erano in una buona situazione finanziaria, possedevano una casa e una piccola tenuta a Dębszczyzna vicino a Filipów, dove trascorrevano i mesi estivi. Teofilia Siewierska era la figlia dell'amministratore della tenuta. La famiglia lasciò Suwałki nel 1865, quando Teofil Kowalski si trasferì a Kalisz per esercitare la sua professione. A Kalisz, Alfred Kowalski frequentò il ginnasio classico governativo maschile, dove gli fu insegnato il disegno da Stanisław Barcikowski, un laureato della Scuola di Belle Arti di Varsavia, e da Kazimierz Górnicki. Dal 1868 al 1871, frequentò un corso di disegno a Varsavia, sotto la guida di Rafał Hadziewicz, Aleksander Kamiński e Wojciech Gerson.
Dopo aver studiato a Varsavia, a Praga e a Dresda, Alfred Kowalski si stabilì a Monaco di Baviera nel 1876. Lì frequentò per un anno l'Accademia di Belle Arti, studiando sotto la guida di Józef Brandt e Alexander von Wagner. A Monaco aprì il suo studio e ottenne rapidamente successo presso i mercanti d'arte locali e, di conseguenza, una posizione di rilievo nel mondo artistico della città. In riconoscimento dei suoi meriti, nel 1890 venne nominato professore onorario dell'Accademia di Belle Arti.
Assieme al suo collega Józef Brandt, Kowalski divenne il pittore polacco più popolare di Monaco. I suoi dipinti hanno ricevuto riconoscimenti e medaglie in numerose mostre d'arte ed erano fortemente ricercati dai collezionisti e dai mercanti d'arte tedeschi.
I suoi temi preferiti erano i paesaggi, le scene di genere e storiche. Dopo il suo viaggio in Africa del 1903, incluse nelle sue opere anche temi esotici. Le sue opere vennero vendute principalmente sul mercato tedesco e molte di esse finirono in collezioni private in Germania e negli Stati Uniti. Alcuni dei suoi dipinti sono stati acquisiti nelle varie collezioni dei musei polacchi. Il lupo solitario di Kowalski è il più famoso dei suoi dipinti più e fra i più riprodotti: godette di grande popolarità soprattutto negli Stati Uniti. La sua opera fu conosciuta in patria soprattutto attraverso riproduzioni in riviste. Dal 1869 le sue opere furono esposte periodicamente alla Galleria Nazionale d'Arte Zachęta, dove gli vennero dedicate due mostre personali nel 1908 e nel 1935.
Alfred Kowalski morì il 16 febbraio 1915 a Monaco. Venne sepolto nel cimitero Waldfriedhof; le sue spoglie furono successivamente traslate al cimitero Powązki a Varsavia.

## Galleria d'immagini

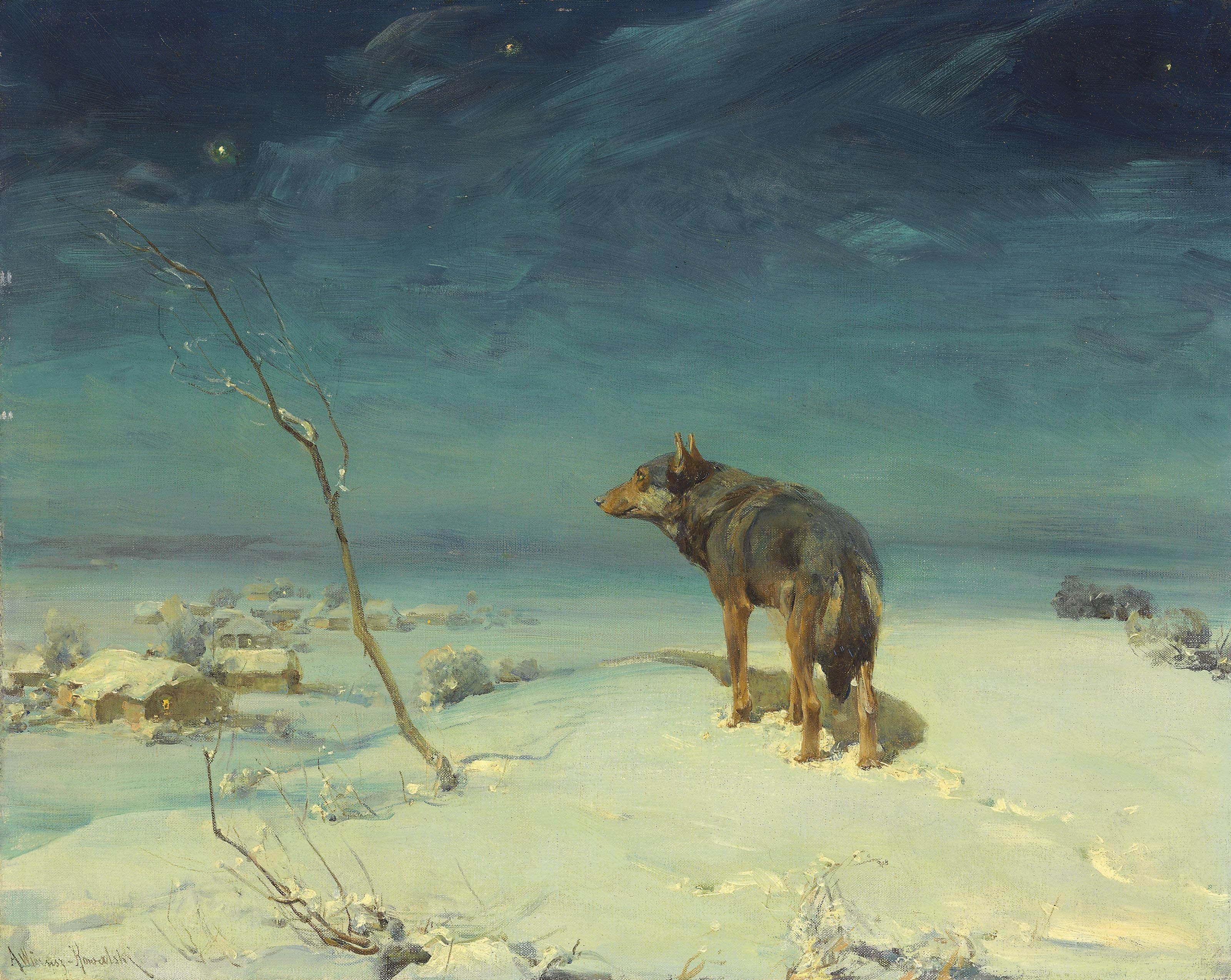
Lupo solitario
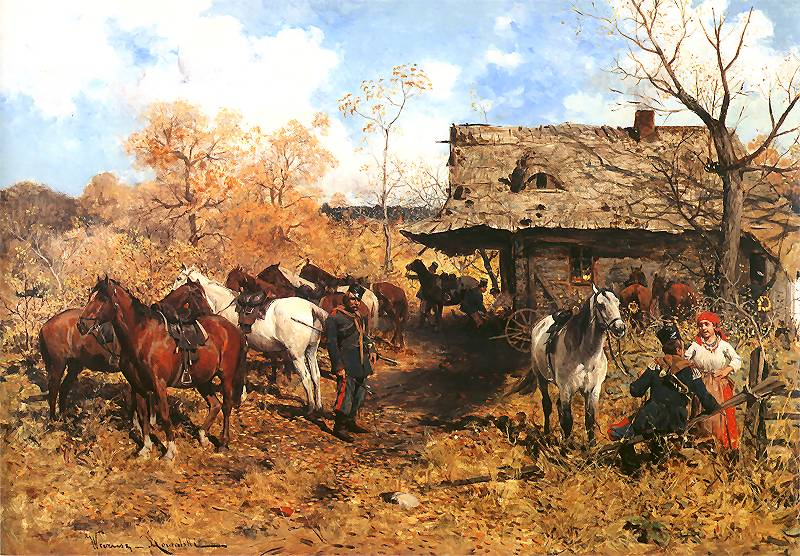
Fermata di Ulan, 1877
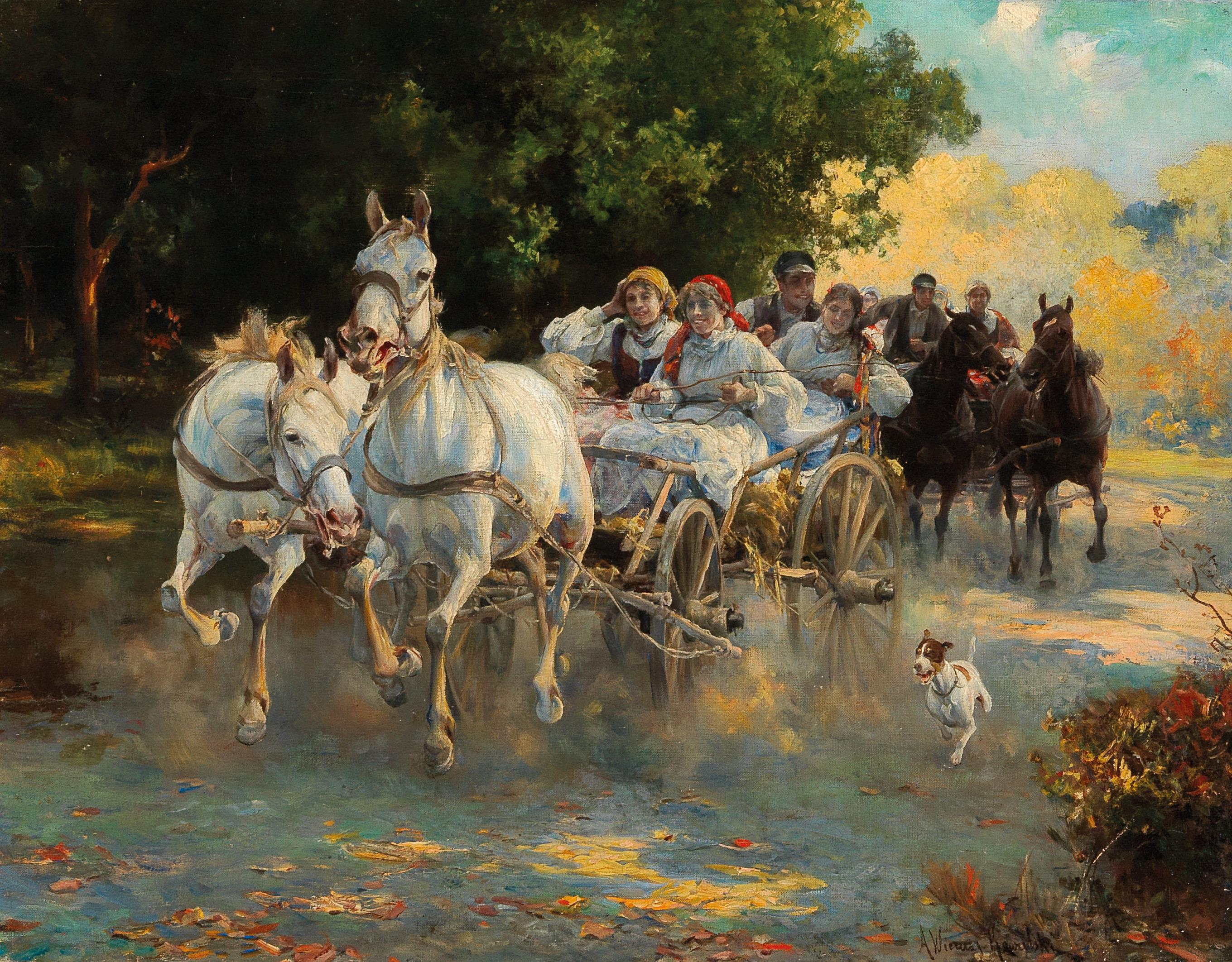
Le nozze del contadino, 1915, Collezione privata
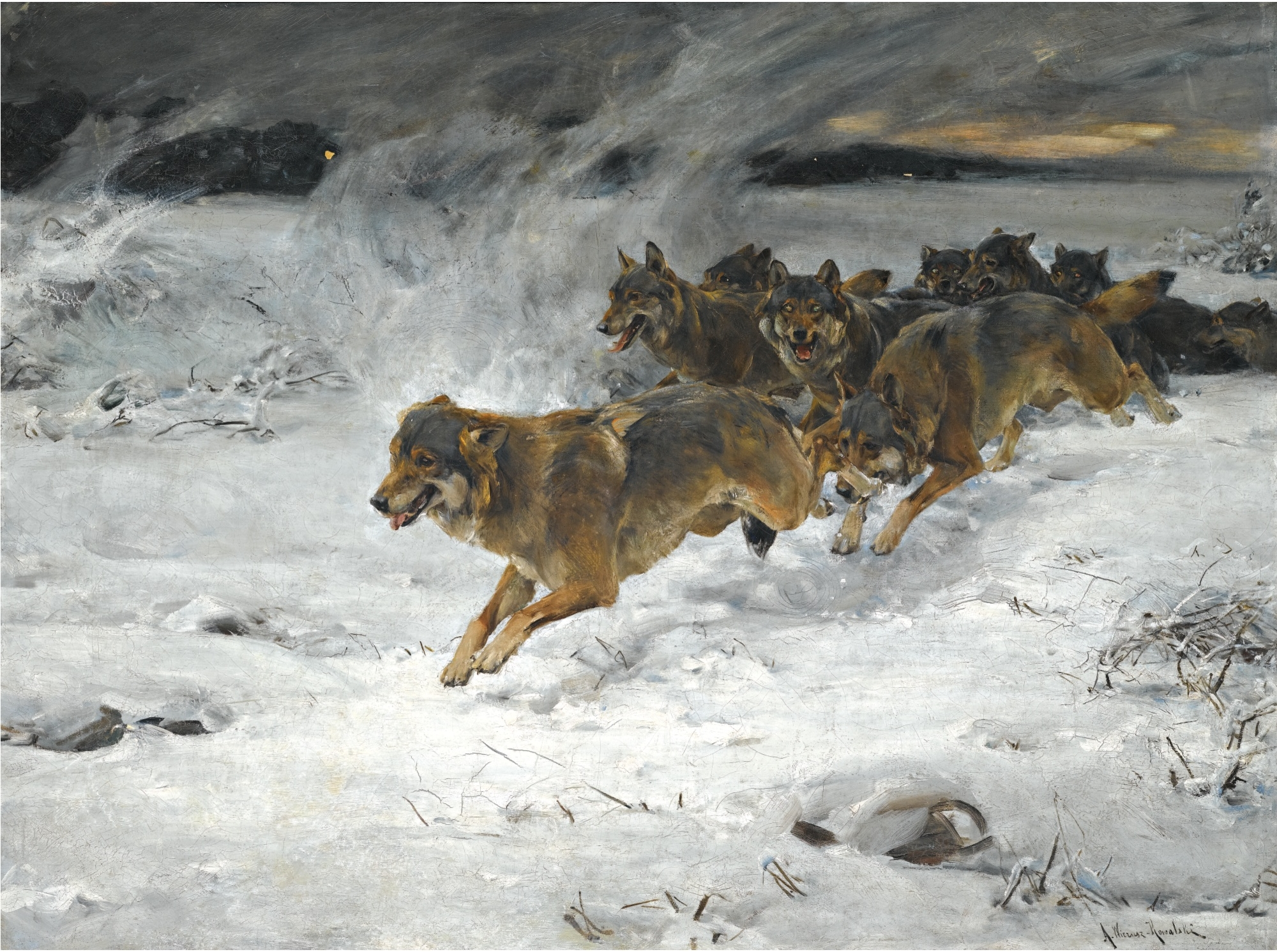
Un branco di lupi, Collezione privata
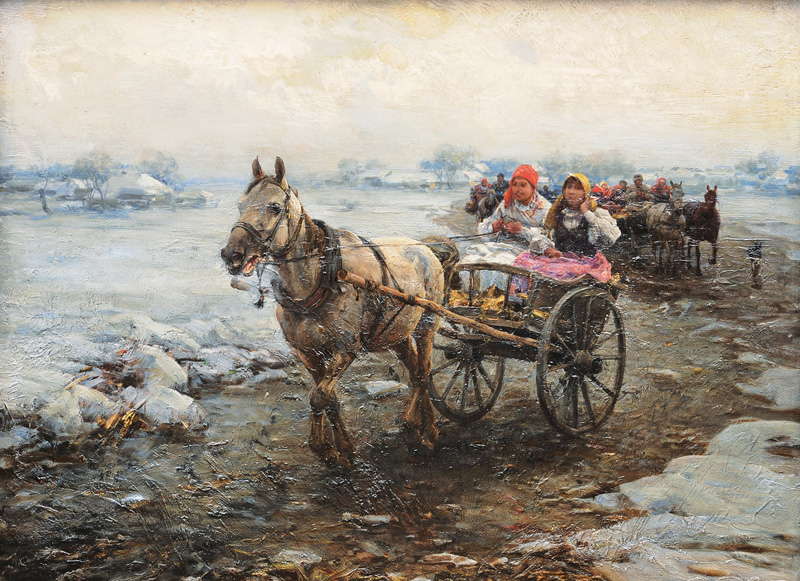
Giro in carrozza serale
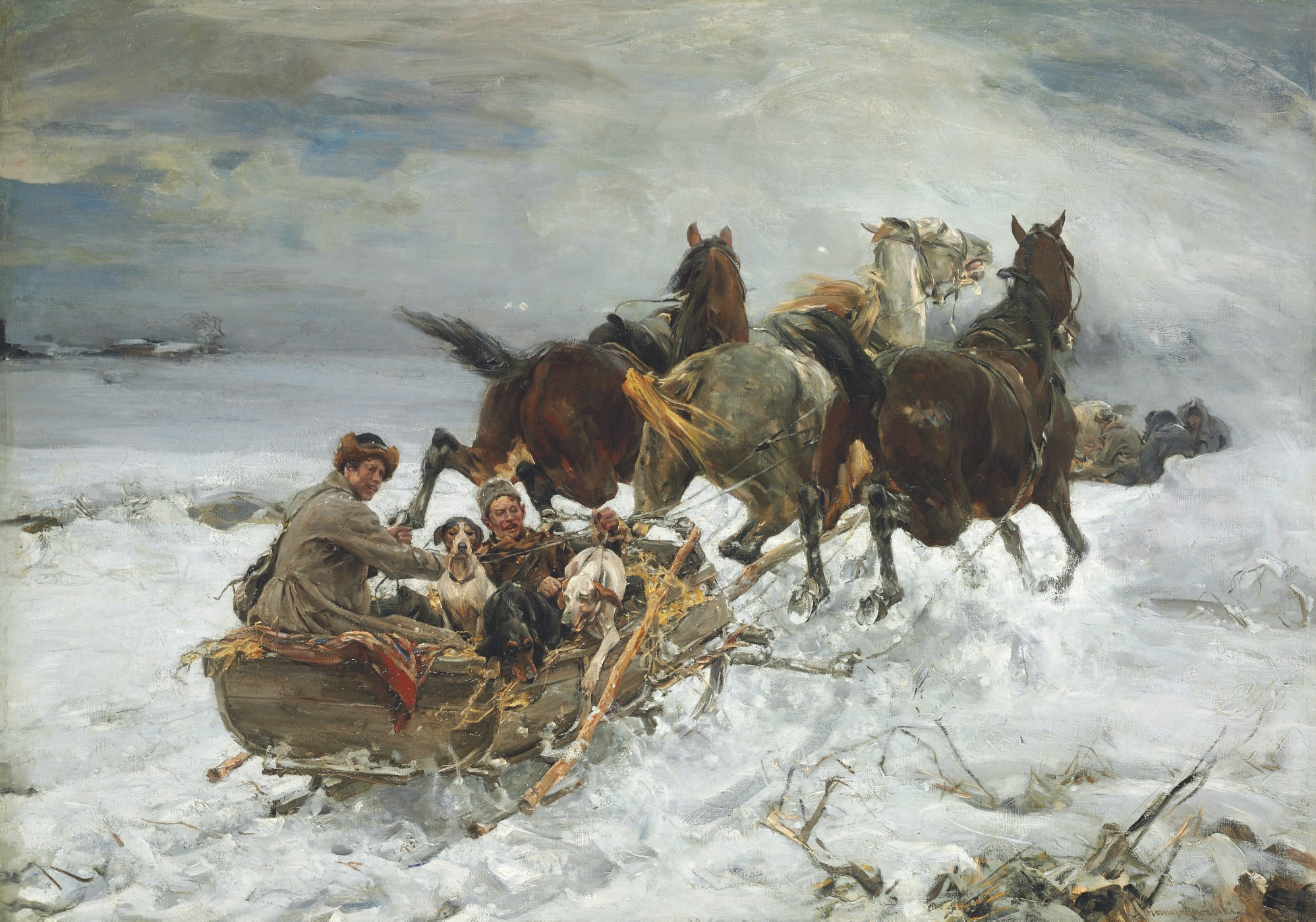
Slitta trainata da cavalli, Collezione privata
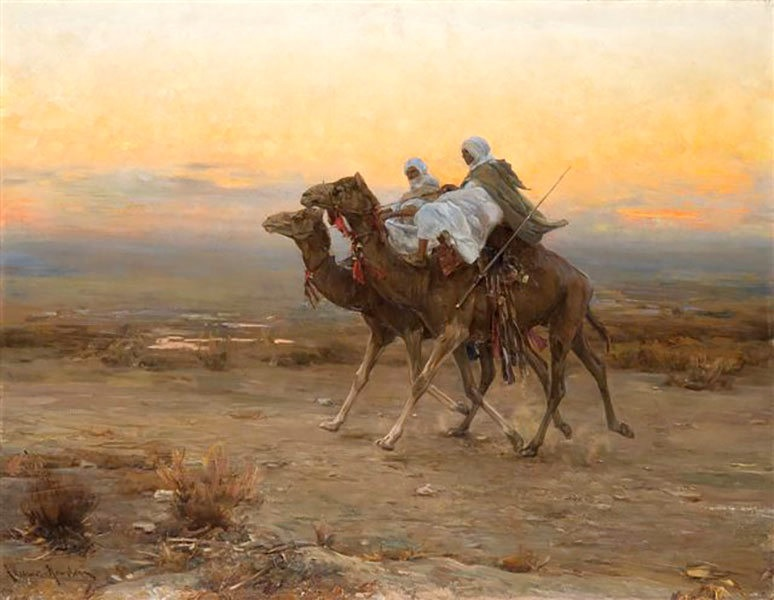
Scena in Marocco, Museo nazionale di Breslavia